# 松平盟子
松平 盟子（まつだいら めいこ、1954年7月24日 - ）は、日本の歌人。愛知県岡崎市生まれ。

## 人物・来歴
南山大学文学部国語国文学科卒業。国語教師を経て、コスモス短歌会に入会する。1977年、作品「帆を張る父のやうに」50首で第23回角川短歌賞を受賞。1990年、『プラチナ・ブルース』で河野愛子賞を受賞。
歌誌『プチ☆モンド』を主宰する。読売新聞地方版「よみうり文芸」選者。

## 著作
- 『帆を張る父のやうに 歌集』書肆季節社、1979年　新装版：bookpark、2002年
- 『青夜：歌集』砂子屋書房、1983年、全国書誌番号:84026722
- 『シュガー：松平盟子歌集』砂子屋書房、〈コスモス叢書326〉、1989年、全国書誌番号:98047503
- 『プラチナ・ブルース：松平盟子歌集』砂子屋書房、1990年、全国書誌番号:98051040
- 『夢水仙』沖積舎、1991年、ISBN 978-4-8060-1043-2
- 『たまゆら草紙：松平盟子歌集』河出書房新社、1992年、ISBN 4-309-00808-9
- 『うさはらし：松平盟子歌集』砂子屋書房、1996年、全国書誌番号:98047539
- 『オピウム：松平盟子歌集』短歌新聞社、〈現代女流短歌全集〉、1997年、ISBN 4-8039-0864-8
- 『パリを抱きしめる (Les quatre saisons de Paris)』東京四季出版、2000年、ISBN 4-8129-0111-1
- 『カフェの木椅子が軋むまま』短歌研究社、2000年、ISBN 4-88551-485-1
- 『文楽にアクセス』淡交社、〈劇場に行こう〉、2003年、ISBN 4-473-03106-3
- 『松平盟子歌集』砂子屋書房，〈現代短歌文庫〉、2003年、ISBN 4-7904-0761-6
- 『天の砂：歌集』砂子屋書房、〈現代三十六歌仙6〉、2010年、ISBN 978-4-7904-1285-4
- 「帆を張る父のやうに」『現代短歌全集第16巻 (昭和46年-54年)』塚本邦雄〔ほか〕著、筑摩書房、2002年、ISBN 4-480-13836-6
- 『親子で楽しむこども短歌塾』明治書院、2010年、〈寺子屋シリーズ4〉、ISBN 978-4-625-62413-1
- 『愛の方舟：歌集』角川学芸出版、2011年、ISBN 978-4-046-21760-8
- 『プラチナ・ブルース研究 松平盟子歌集』門松清美, 中西耀子, 中村厚子, 名取友紀子 共著. プチ★モンド発行所, 2012.5
- 『真珠時間 短歌とエッセイのマリアージュ』本阿弥書店, 2018.7

### 編著
- 『母の愛 与謝野晶子の童話：11人の子を育てた情熱の歌人』婦人画報社、1998年、ISBN 4-573-21047-4
- 『風呂で読む与謝野晶子』世界思想社、1999年、ISBN 4-7907-0741-5

### 訳注
- 『書き込み式「百人一首」練習帳』成美堂出版、2011年、ISBN 978-4-415-30974-3